# Mike Lynn
Michael Edward Lynn, detto Mike (Covina, 25 novembre 1945), è un ex cestista statunitense, professionista nella NBA e in Israele.

## Carriera
Venne selezionato dai San Francisco Warriors al quinto giro del Draft NBA 1967 (51ª scelta assoluta) e dai Chicago Bulls al quarto giro del Draft NBA 1968 (39ª scelta assoluta).

## Palmarès
- 2 volte campione NCAA (1965, 1968)